# Tetragnatha eumorpha
Tetragnatha eumorpha är en spindelart som beskrevs av Yutaka Okuma 1987. Tetragnatha eumorpha ingår i släktet sträckkäkspindlar, och familjen käkspindlar. Inga underarter finns listade i Catalogue of Life.